# Rivellia ligata
Rivellia ligata är en tvåvingeart som först beskrevs av Thomas Say 1830.  Rivellia ligata ingår i släktet Rivellia och familjen bredmunsflugor. Inga underarter finns listade i Catalogue of Life.